# Fas - Ite, Maledicti, in Ignem Aeternum
Fas - Ite, Maledicti, in Ignem Aeternum är ett album släppt 2007 av det franska black metal-bandet Deathspell Omega.

## Låtlista
1. Obombration
2. The Shrine of Mad Laughter
3. Bread of Bitterness
4. The Repellent Scars of Abandon and Election
5. A Chore for the Lost
6. Obombration